# Edoardo Nesi
Edoardo Nesi (ur. 9 listopada 1964 w Prato) – włoski pisarz i polityk.

## Życiorys
Ukończył liceum klasyczne, po czym przez kilkanaście lat zajmował się działalnością gospodarczą w ramach rodzinnego przedsiębiorstwa. W późniejszych latach zajął się przede wszystkim pisaniem kolejnych powieści. Wydał takie książki jak m.in. Bompiani Fughe da fermo (1995), Ride con gli angeli (1996), Rebecca (1999), Figli delle stelle (2001), L'età dell'oro (2004). Ostatnia z nich była nominowana do Nagrody Stregi. Wyróżnienie to pisarz otrzymał w 2011 za publikację Storia della mia gente.
W 2001 wyreżyserował film Fughe da fermo na podstawie opracowanego przez siebie scenariusza.
Edoardo Nesi zajął się także działalnością polityczną. Objął stanowisko asesora ds. kultury i rozwoju gospodarczego w administracji prowincji Prato. W 2013 został kandydatem Wyboru Obywatelskiego i koalicji Z Montim dla Włoch do Izby Deputowanych, uzyskując mandat posła XVII kadencji.